# Triangel (biljart)

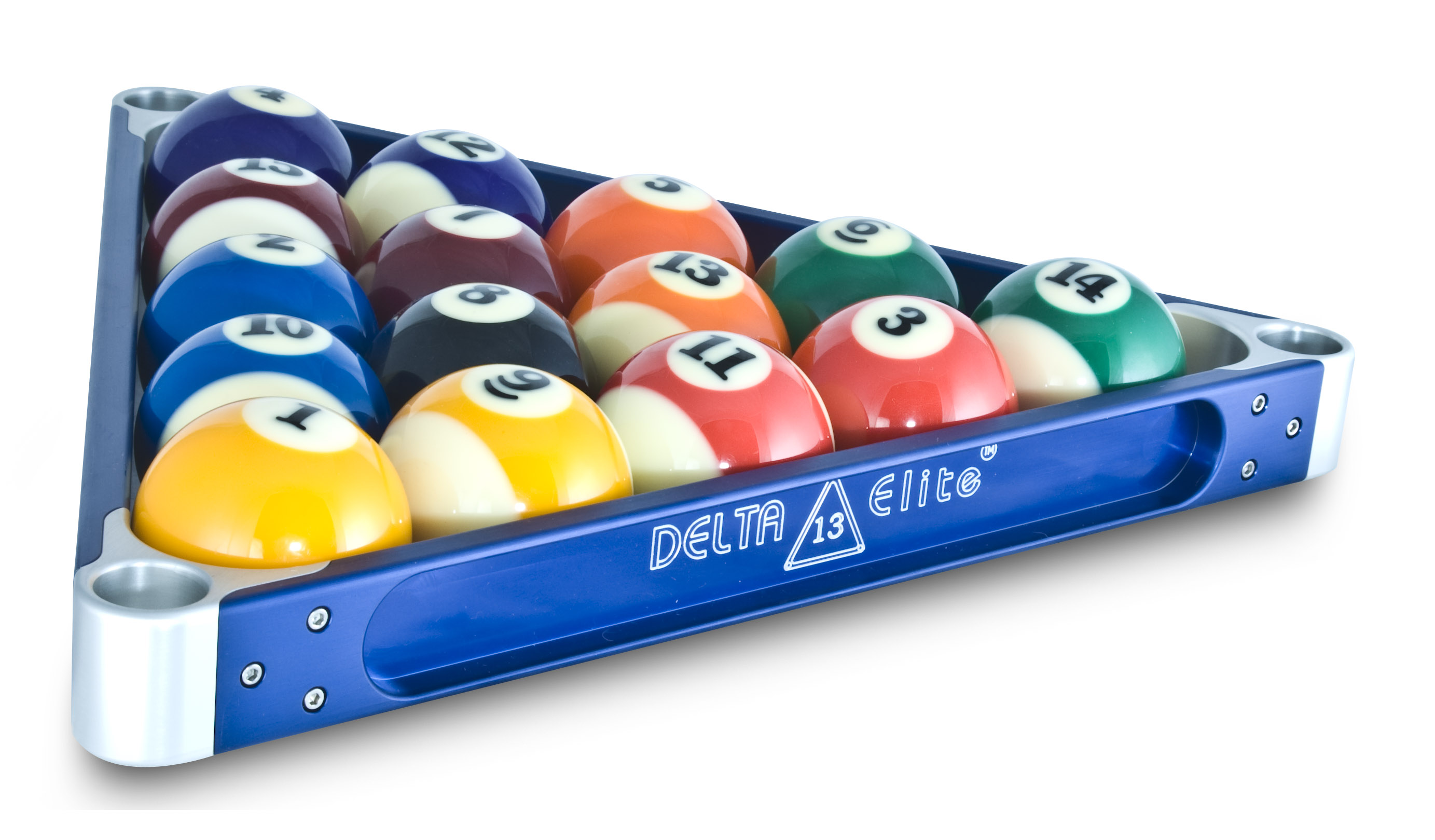
Triangel, klaar voor een biljartspel

De triangel is een hulpstuk bij het poolbiljart en snookerspel. Een triangel is een houten of kunststoffen driehoek, welke bedoeld is om de biljartballen bij aanvang van het spel op de juiste plek te positioneren. De vijftien ballen worden in de driehoek geplaatst, en op de juiste plek op de tafel gepositioneerd.